# Minairó
Un minairó és un ésser fantàstic de mida diminuta present en la mitologia dels Pirineus, des de Catalunya fins al País Basc. Formen part de la gran família dels follets.
A les Valls d'Aguilar, a l'Alt Urgell, han senyalitzat alguns indrets curiosos amb l'anomenada ruta dels minairons. Prop de la planúria de Taüs, vora el Serrat de les Cordes, hi ha una sorprenent i inexplicable tartera enmig d'un bosc l'autoria de la qual s'atribueix popularment als minairons. A La Seu d'Urgell dins del marc «el Món Màgic de les Muntanyes» durant les festes de Nadal, els minairons en són els principals protagonistes i són els responsables d'organitzar el Tió de la Freita (una festa del tió).
Els minairons neixen de l'herba menaironera, anomenada també herba de Sant Joan, ja que floreix i grana la nit del solstici d'estiu. Creix en coves de molta fondària guardades per gegants i dracs que només deixen passar al punt de mitjanit de Sant Joan. Algunes versions indiquen que aquesta herba no és altra que la falguera. No queda clar, però, si el minairó surt de la llavor o és ell mateix la llavor.

## Altres denominacions
Aquests éssers són presents en la mitologia de l'Alta Ribagorça, el Pallars, l'Alt Urgell, Andorra i al País Basc amb diferents noms, però també a les Illes Balears, on són la mateixa cosa o de la mateixa família. Entre els molts equivalents presents en aquestes mitologies d'arrel pirinenca hi ha els següents:
- "minairons", també dits "manairons" o "menairons" (diminutiu del català antic minaire/menaire: 'miner') a l'Alt Urgell, Andorra i Pallars o "mineirons" a La Seu d'Urgell.[5]
- "diablorins" (Alta Ribagorça)[6]
- "petits" i "martinets" (Cerdanya)[7]
- galtzagorriak, aidetikakoak, beharreztanak, famerijaleak, mamurrak, mamarruak, patuek, ximelgorriak o zaingorriak (País Basc)
- "dimoni boiet" o "boiet" (variant de boget, diminutiu de boig; Mallorca i Menorca):[4] són molt feiners i entremaliats, de tal manera que no saben estar aturats i sempre en fan qualcuna de les seves. Es diu que apareixen quan algú aplega els grans d'una falguera durant la nit de Sant Joan i els fica dins un canut de plata.[8]
- "fameliar", "femilià" (de familiar; Illes Pitiüses, Eivissa, Urgell)
- "femilians" (altres indrets)

## Llegenda
La llegenda diu que són remenuts i que en caben milers en un canut de canya o en un canut d'agulles i quan l'amo el destapa surten exigint «què farem?, què direm?». Si no li manes feina et maten. Moltes de les tarteres del Pirineu han estat obres d'aquests follets, segons la llegenda, quan el seu amo havia obert per descuit o accident l'ampolleta o canut i, desesperat, els ordenava aplegar en un punt determinat totes les pedres dels rodals.
Un bon grapat d'hereus del Pirineu han estat, en alguna ocasió, amos del canut dels minairons, i gràcies a això la casa ha anat amunt com un bolet, com per exemple a Llibrada de Benasc, Joaniquet de Forcat, Teixidor d'Aulet, Xollat de Perves, Jaume de la Torre de Cabdella, Tor d'Alós, Badinet d'Isil, Sidro d'Estaon i el Feu de la Guàrdia d'Ares.